# Балулу
Балулу — цар (лугаль) Ура. Його правління припадало приблизно на кінець XXV століття до н. е. Відповідно до Ніппурського царського списку правив упродовж 36 років. Все ж, імовірно, правління його було нетривалим, оскільки не збереглось жодних пам'яток того періоду.